# Bądkowo, Tỉnh West Pomeranian
Bądkowo [bɔntˈkɔvɔ] là một ngôi làng thuộc khu hành chính của Gmina Płoty, thuộc hạt Gryfice, West Pomeranian Voivodeship, ở phía tây bắc Ba Lan.
Nó nằm khoảng 6 kilômét (4 mi) phía bắc Płoty, 10 km (6 mi) về phía đông nam Gryfice và 68 km (42 mi) về phía đông bắc của thủ đô khu vực Szczecin.